# Eversim
Eversim — французька компанія з розробки відеоігор, заснована трьома партнерами: Андре та Луї-Марі Роком і Паскалем Айнсвайлером. Компанія розташована в місті Лонь (департамент Сена і Марна). Вона спеціалізується на серйозних іграх, іграх управління та симуляторах держав.

## Історія
Компанія була створена у 2004 році засновниками Silmarils. Її розвиток фінансово підтримується групою інвесторів зі східної частини Парижа, яка входить до капіталу компанії.

## Список ігор
| Рік  | Назва                                           | Платформи             |
| ---- | ----------------------------------------------- | --------------------- |
| 2008 | Geopolitical Simulator                          | PC                    |
| 2009 | Bundeskanzler 2009—2013                         | PC, Mac               |
| 2010 | Rulers of Nations: Geo-Political Simulator 2    | PC                    |
| 2012 | Elections 2012 — En route pour l’Elysée         | PC                    |
| 2012 | The Race for the White House 2012               | PC, Mac, Android, iOS |
| 2013 | Masters of the World: Geo-Political Simulator 3 | PC, Mac               |
| 2014 | World Of Leaders                                | PC, Android           |
| 2016 | The Race for the White House 2016               | PC                    |
| 2016 | Power & Revolution: Geopolitical Simulator 4    | PC                    |
| 2019 | Power & Revolution 2019 Edition                 | PC                    |
| 2020 | Power & Revolution 2020 Edition                 | PC                    |
| 2021 | Power & Revolution 2021 Edition                 | PC                    |
| 2022 | Power & Revolution 2022 Edition                 | PC                    |
| 2022 | 4th Generation Warfare                          | PC                    |
| 2023 | Power and Revolution 2023 Edition               | PC                    |
| 2024 | 5th Generation Warfare                          | PC                    |
| 2024 | Geo-Political Simulator 5                       | PC                    |